# Probus Heine

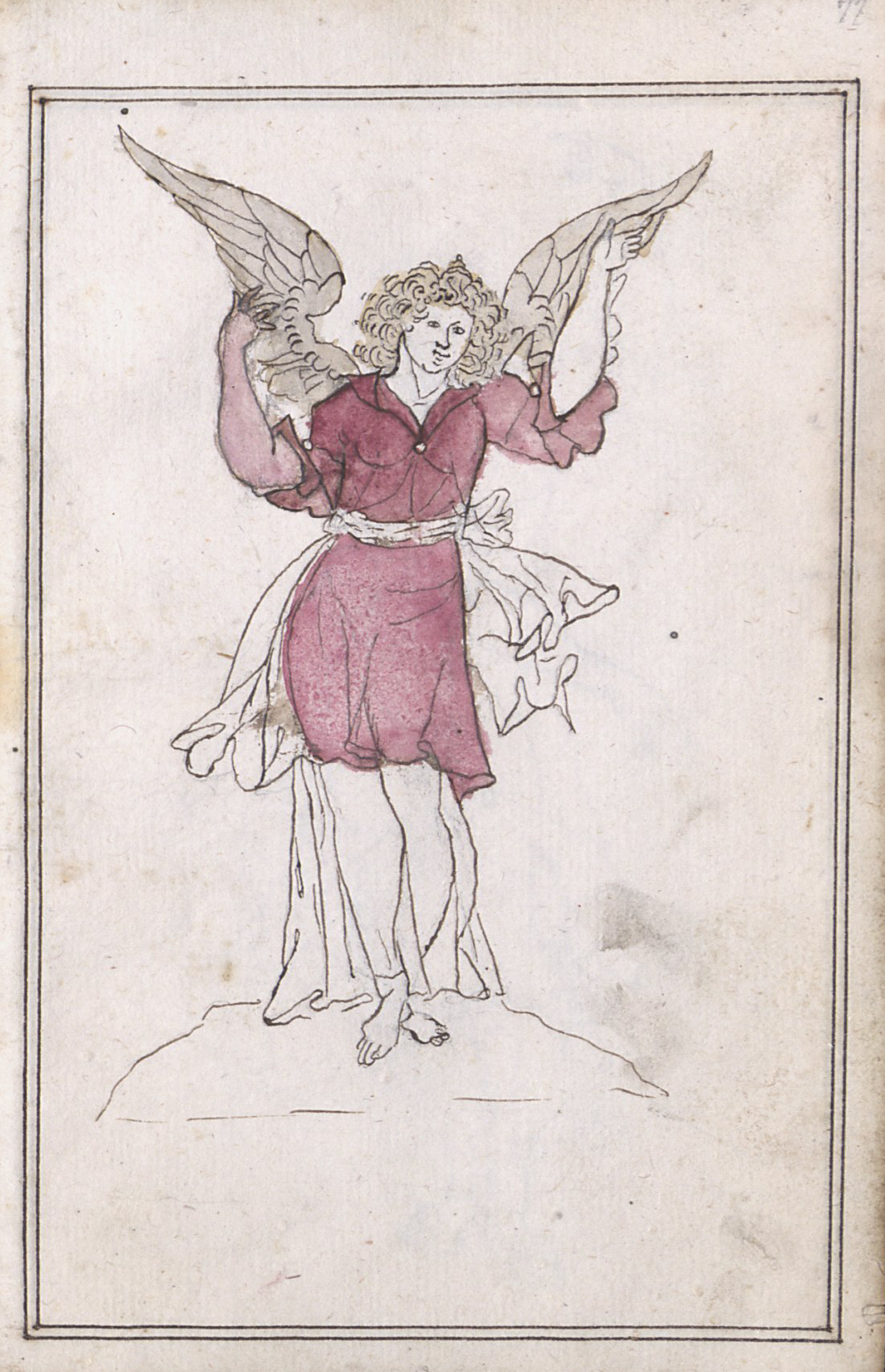
Probus Heine: Engel, Folio 77 der Architectura Capuzinorum

Probus Heine, auch: Probus Haine, (* Anfang des 17. Jahrhunderts in Pfullendorf; † 30. Oktober 1677 in Freiburg im Breisgau) war ein Baumeister (Fabriciarius) der Schweizer und Vorderösterreichischen Kapuzinerprovinzen in der Mitte des 17. Jahrhunderts.

## Leben und Werk
Aus Pfullendorf stammend und im frühen 17. Jahrhundert geboren, trat Probus Heine am 9. Dezember 1631 in die auch für den Breisgau und Teile Schwabens zuständige Schweizer Provinz des Kapuzinerordens ein. Bis etwa 1620 stammten noch alle Fabriciarii der Ordensprovinz aus Italien. Probus Heine wirkte nach seiner geistlichen Grundausbildung über viele Jahre als Gehilfe der Fabriciarii, bevor er selbst von 1654 bis 1663 die Stellung des Fabriciarius innehatte. Im Protokoll der Grundsteinlegung des Kapuzinerklosters Entlebuch-Schüpfheim und im Riss zum Turmhelm der Stadtkirche Laufenburg, wurde Probus Heine als Bruder tituliert. Demnach gehörte er in der dreifach abgestuften Ordenshierarchie der unteren Schicht der Laienbrüder an. 
Auf den Ordensbaumeister Probus Heine gehen 13 zwischen 1654 und 1672 begonnene Klosterbauten in der Schweiz, Deutschland und im benachbarten Frankreich zurück. Die Ordensbauten der frühen Periode in der Schweizer Kapuzinerprovinz orientieren sich an norditalienischen Vorbildern und werden daher als Venetisch-Tirolische Bauweise eingeordnet. Die Konstitutionen des Ordens verlangten eine bescheidene und wirtschaftliche Bauweise bei weitgehender Einheitlichkeit, funktionsgerechten Baustoffen und vorgegebenen Maßen. Bruder Probus Heine hielt seine Risse, Entwürfe und Anleitungen in einem vierteiligen Manuskript auf Pergament und Papier fest. Die Teile eins und drei entstanden vor 1673, die Teile zwei und vier danach. Nach Walther Hümmerich entstand das Manuskript aufgrund seiner langjährigen Entstehung zum persönlichen Gebrauch und zur Unterweisung der Gehilfen und Mitbrüder. In einigen Archiven haben sich zudem datierte und von Probus Heine unterzeichnete Originalrisse erhalten. Durch den Schriftvergleich wurde Probus Heine als Verfasser der Architectura Capuzinorum identifiziert. Vermutlich im Rahmen der Säkularisation der Fürstenbergischen Kapuzinerklöster gelangte das nur 18,0 × 11,75 cm große in Kalbsleder gebundene Werk in den Besitz des Joseph von Laßberg, der es mit dem Titel Architectura Capuzinorum (sic!) versah. Laßberg verkaufte seine Bibliothek 1853 an die Hofbibliothek Donaueschingen. Nach deren Niedergang ging das Manuskript 1980 im Konvolut an die Württembergische Landesbibliothek.
Aufgrund einiger geringer Abweichungen sind die Risse in der Architectura als Baudokumentation anzusehen. Die anhängenden Auflistungen und Anleitungen ermöglichen einen einmaligen Einblick in die Lebensverhältnisse der Vorderösterreichischen und Schweizer Minderbrüder Kapuziner nach dem Dreißigjährigen Krieg.
Die Schweizer und deutschen Fabriciarii genossen aufgrund ihrer soliden und wirtschaftlichen Bauweise die Gunst ihrer Auftraggeber und wurden oft auch mit profanen Bauten bis hin zu Festungsanlagen betraut.
Bruder Probus Heine plante und errichtete als Schanzmeister 1662 die heute verlandete westliche seeseitige Bastion der Stadt Rapperswil. Die ungewöhnliche Heranziehung eines Fabriciarius der Kapuziner
zu einem Festungsbau ergab aus der lokalen Topographie, da die westliche Inselspitze auf dem Gelände des 1606 errichteten Kapuzinerklosters auslief.
Nach jahrelangen Querelen mit den »jeweils abhold gewesten Schweizern« spalteten sich 1668 die 27 deutschen Klöster von der Schweizer Kapuzinerprovinz ab und bildeten eine eigene Vorderösterreichische Kapuzinerprovinz. Probus Heine, der der neuen Provinz angehörte und der er ab 1668 als Baumeister diente, verstarb am 9. Dezember 1677 in Freiburg im Breisgau.

## Werk

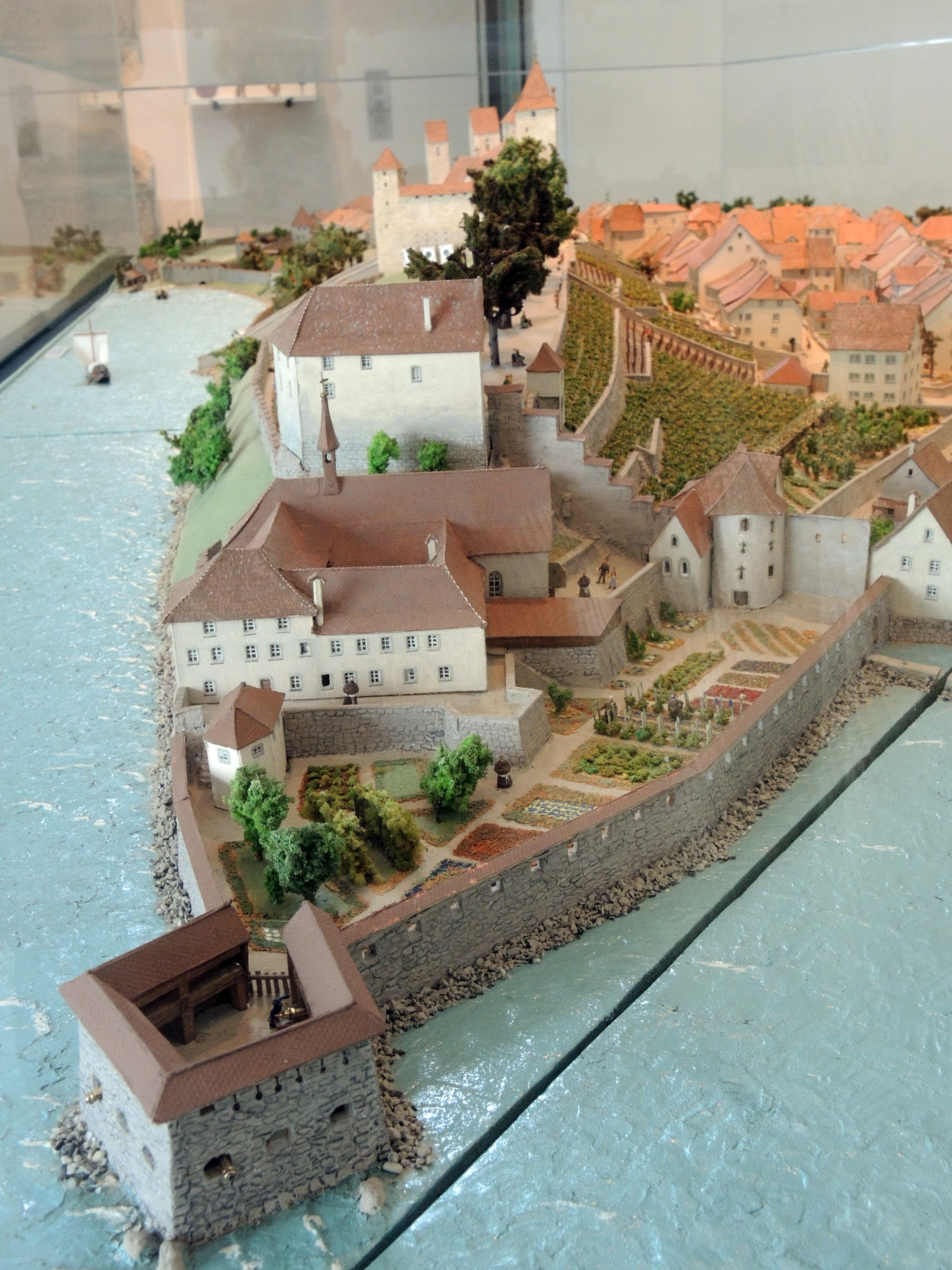
Probus Heine: Kapuzinerschanz in Rapperswil (links unten im Bild)

### Klosterbauten der Schweizerischen Kapuzinerprovinz
- Kapuzinerkloster Laufenburg (1654–1660)
- Kapuzinerkloster Waldshut (1654–1659)
- Kapuzinerkloster Rheinfelden (1655–1658)
- Kapuzinerkloster Arth (1665–1668)
- Kapuzinerkloster Landser (1654–1659)
- Kapuzinerkloster Solothurn Erweiterung (1664–1665)
- Kapuzinerkloster Entlebuch-Schüpfheim (1655–1659)
- Kapuzinerkloster Pruntrut (1660–1663 )
- Kapuzinerkloster Schlettstadt (1655– )

### Klosterbauten der Vorderösterreichischen Kapuzinerprovinz
- Kapuzinerkloster Neustadt (Schwarzwald) (1670– )
- Kapuzinerkloster Weil der Stadt
- Kapuzinerkloster Oppenau (1668–1669 )
- Kapuzinerkloster Mahlberg (1672– )

### Festungsanlage
- Kapuzinerschanz in Rapperswil (1662)

### Entwürfe in Nebentätigkeit
- Helm der Stadtkirche Laufenburg (1653)

### Schriften
- Manuskript Cod. Don. 879: Architectura Capuzinorum, in vier Teilen, Württembergische Landesbibliothek Stuttgart.